# Tester kabelů
Tester kabelů je elektronické zařízení, které slouží ke kontrole propojení mezi konektory daného kabelu.

## Popis přístroje
Obvykle obsahuje:
- Zdroj elektrického proudu
- Voltmetr
- Spínací matici použitou k připojení proudového zdroje a voltmetru ke všem měřícím bodům na kabelu

Kromě toho může obsahovat mikrokontrolér a displej k automatizaci testovacího procesu a ke zobrazení výsledků testů.
Tester kabelů je používán k ověření, jestli existují všechny požadovaná propojení mezí konci kabelů a že neexistuje žádné nežádoucí propojení. Pokud chybí požadované propojení mezi dvěma body, říkáme že jde o spojení „naprázdno“. Pokud existuje spojení mezi dvěma body kde být nemá, říkáme že jsou propojené "nakrátko". Poslední chyba je chyba zapojení – požadovaný kontakt konektoru je správně připojen pouze na jedné straně, na druhé je připojen někam, kam být připojen nemá.

## Popis činnosti
Úplná zkouška kabelu je velice komplexní úkol. Obvykle se provádí ve dvou fázích. V první se kontrolují propojení naprázdno a v druhé propojení nakrátko.
Propojení naprázdno se obvykle testuje dvěma způsoby:
1. Test kontinuity. Pokusíte se propojit konce spojení proudovým zdrojem. Pokud proud protéká, předpokládá se, že je spojení v pořádku. Do testovacího obvodu může být zařazen zdroj světla, který indikuje průchod proudu testovaným propojením.
2. Test odporu. Skrz spoj pustíte proud známé velikosti a měříte napětí, které vznikne. Z napětí a proudu dopočtete velikost odporu spoje a zkontrolujete, jestli má očekávanou hodnotu.

Jsou dva běžné způsoby, jak otestovat spoj na zkrat:
1. Test nízkým napětím. Připojíte slabý zdroj napětí mezi dva vodiče, které nemají být propojeny. Potom změříte velikost protékajícího proudu. Pokud neprotéká žádný proud lze předpokládat, že dané vodiče jsou dobře izolované.
2. Test vysokým napětím. Opět připojíte napěťový zdroj, tentokrát ale použijete napětí o velikosti několik set voltů. Zvýšené napětí pomůže odhalit propojení, které mají oslabenou izolaci a kde by mohlo dojít v nejbližší době ke zkratu.